# École secondaire Baron Byng
L'école secondaire Baron Byng était une école secondaire publique de langue anglaise au 4251, rue Saint Urbain dans l'ancien quartier juif à Montréal, Québec (Canada).
Ouverte par le gouverneur général du Canada Julian Byng en 1921, l'école est fréquentée en grande partie par des Montréalais juifs de la classe ouvrière depuis sa création jusqu'aux années 1960. Les anciens élèves de l'école secondaire Baron Byng comprennent de nombreux universitaires, artistes, hommes d'affaires et politiciens.

## Histoire

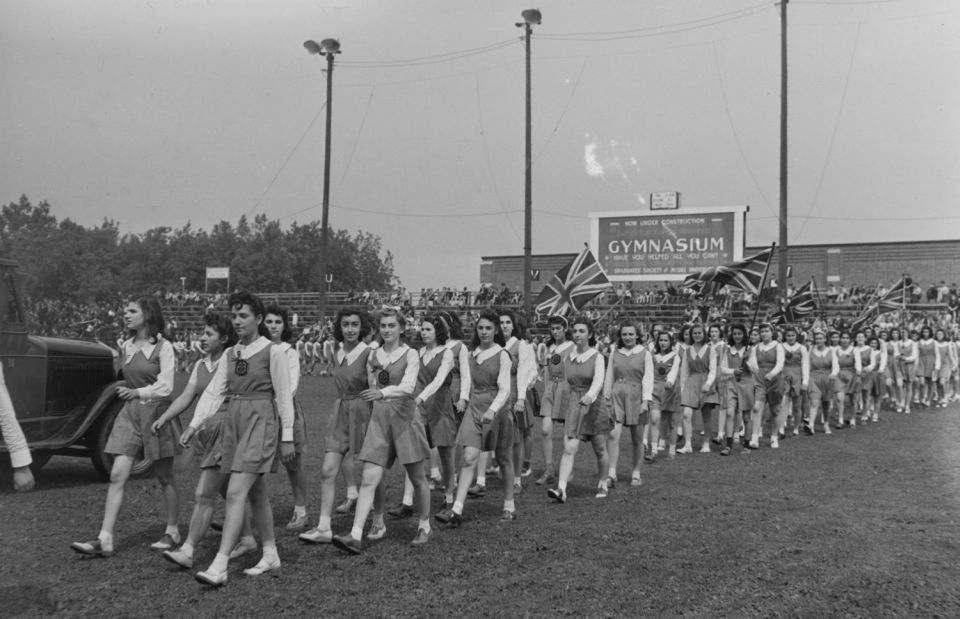
Les filles de l'école défilent au stade Percival-Molson en 1941

Au début du 20e siècle, le système scolaire confessionnel du Québec interdit aux juifs de fréquenter les écoles catholiques de langue française, les reléguant aux écoles protestantes. En 1916, les Juifs représentaient 44 % du total des inscriptions dans les écoles protestantes anglophones de Montréal. La participation juive, cependant, est interdite dans les comités scolaires et au conseil scolaire protestant, et les enseignants juifs sont victimes de discrimination en termes d'opportunités d'emploi,,.
Conçu par l'architecte montréalais John Smith Archibald et achevé en 1921, le Baron Byng est le résultat d'un plan du Conseil visant à séparer les Juifs afin d'éviter la dilution de la culture canadienne-anglaise et de l'instruction religieuse protestante enseignée dans leurs écoles publiques. Des années 1920 au milieu des années 1960, la population étudiante était en grande partie juive, atteignant 99 % en 1938, même si le corps professoral et le personnel étaient résolument anglo-canadiens.
Dans les années 1960, il y a un afflux d'étudiants juifs sépharades du maroc ou d'ailleurs et une section française est créée. Dans les années 1970, il y avait un nombre important d'étudiants d'origine grecque et autres. Finalement, la Charte de la langue française interdit à la population immigrante de fréquenter les écoles anglaises et la Commission des écoles protestantes du Grand Montréal ferme l'école en juin 1980 en raison d'une baisse de la population étudiante. Le dernier directeur de l'école est Robert Kouri qui a servi de 1970 jusqu'à sa fermeture.
Jusque dans les années 2019-2020, le bâtiment abrite l'organisme communautaire Jeunesse au soleil lorsque la Commission scolaire de Montréal récupère l'édifice pour une nouvelle école,.

## Importance culturelle

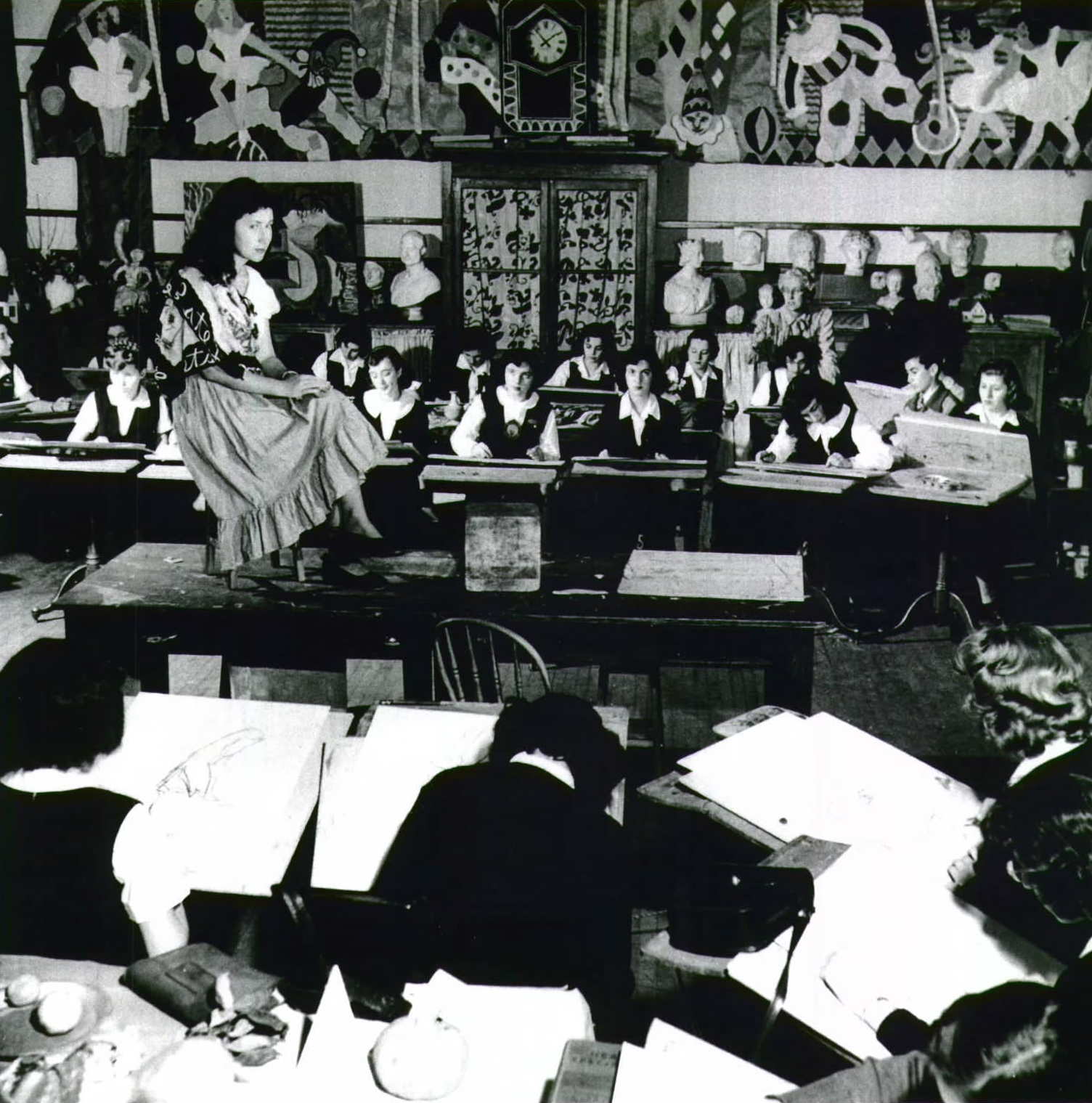
Un modèle pose pour le cours d'art d'Anne Savage en 1948

L'école Baron Byng allait jouer un rôle clé dans la vie intellectuelle, créative et politique de la communauté juive. Dans le domaine des arts, Anne Savage, qui enseigne la peinture à l'école, joue un rôle dans l'émergence d'un groupe d'artistes associé aux mouvements artistiques Peintres juifs de Montréal et Eastern Group of Painters : Sylvia Ary, Jack Beder, Rita Briansky, Eric Goldberg (en), Alfred Pinsky (en) et Moe Reinblatt (en) et Tobie Steinhouse.   
L’école a ainsi formé de nombreux artistes et écrivains de grande renommée, dont plusieurs qui se distinguent d’ailleurs par leur esprit subversif. Mordecai Richler a souvent fait référence à Baron Byng dans ses écrits, parfois sous le nom de Fletcher's Fields High School d'après les champs voisins maintenant connus comme parc Jeanne-Mance,. Richler parrainerait une bourse pour les étudiants du Baron Byng. 
Les élèves comprennent également les poètes Irving Layton et A. M. Klein, érudit littéraire Sacvan Bercovitch, et écrivain Reuben Ship (en). D'autres figures clés des arts sont architecte et promoteur immobilier Maxwell M. Kalman (en), impresario Samuel Gesser (en), homme d'affaires est producteur Harold Greenberg, Mel Hoppenheim, actrice Marilyn Lightstone, et philanthrope et fondateur des prix Giller, Jack Rabinovitch,. 
Les anciens qui se distinguent en politique et en droit comprennent le juge de la Cour suprême du Canada Morris Fish, juges de la Cour supérieure du Québec Alan B. Gold et  Benjamin J. Greenberg (en), dirigeant du Nouveau Parti démocratique David Lewis, membres de l'Assemblée nationale Harry Blank et Herbert Marx, négociateur en chef pour l'Accord de libre-échange canado-américain Simon Reisman (en), et avocat et sénateur Yoine Goldstein (en),,,.
Dans les domaines de la médecine et des sciences, d'anciens étudiants notables sont Phil Gold, Frederick Lowy, Rudolph Marcus Louis Nirenberg, Philip Seeman (en), David Shugar, Lionel Tiger (en) et Eli Yablonovitch. Parmi les autres anciens élèves notables sont Sydney S. Shulemson (en), pilote de chasse de la Seconde Guerre mondiale et soldat juif le plus décoré du Canada, et entrepreneur Lorne Trottier.
Selon le Musée du Montréal juif :  « De nos jours, l’école Baron Byng occupe une place mythique dans l’imaginaire de plusieurs Juifs de Montréal qui ont grandi près de la Main ».
Le célèbre cancérologue Phil Gold se souvient : « Nos parents ne se souciaient pas vraiment de ce que nous faisions tant que nous avions de bonnes notes. Et nous avons bien fait, nous sommes sortis du ghetto ».